# Museo per la storia dell'Università di Pavia
Il Museo per la storia dell'Università di Pavia è un museo a carattere storico-medico, con finalità didattiche e scientifiche, che raccoglie materiale riguardante la storia dell'Università di Pavia.

## Storia
Il Museo si trova all'interno del palazzo centrale universitario, affacciato sul cortile dei caduti, l'antico cortile medico dell'Università.
Il Museo fu ufficialmente inaugurato nel 1936 e la sua origine si lega alla Prima esposizione nazionale di storia della scienza, che si tenne a Firenze nel 1929. Anche l'Università di Pavia aveva partecipato alla Mostra, inviando alcuni pezzi, a testimonianza della lunga storia dell'Ateneo pavese e dell'attività di scienziati che vi operarono attraverso i secoli. Alla conclusione dell'esposizione i cimeli tornarono a Pavia e cominciò a farsi strada l'idea di allestire un'esposizione permanente all'interno dell'antico palazzo universitario. Pochi anni più tardi, nel 1932 si tenne una mostra, curata dall'anatomico Antonio Pensa, per ricordare Antonio Scarpa, fondatore della Scuola anatomica pavese, nel primo centenario della sua morte. Poco dopo il Rettore, prof. Ottorino Rossi, affidò al prof. Guido Sala (primo direttore del Museo) e al prof. Antonio Pensa (preside della Facoltà medica) il compito di realizzare il Museo. A quell'epoca il Museo accoglieva scritti autografi, opere a stampa e preparazioni anatomiche dello stesso Scarpa e di alcuni dei suoi successori, come Giacomo Rezia e Bartolomeo Panizza. Il materiale anatomico divenne il primo nucleo dell'attuale allestimento museale.
Nel 1938 la direzione del Museo venne affidata al prof. Pensa, che lo diresse fino alla sua morte.

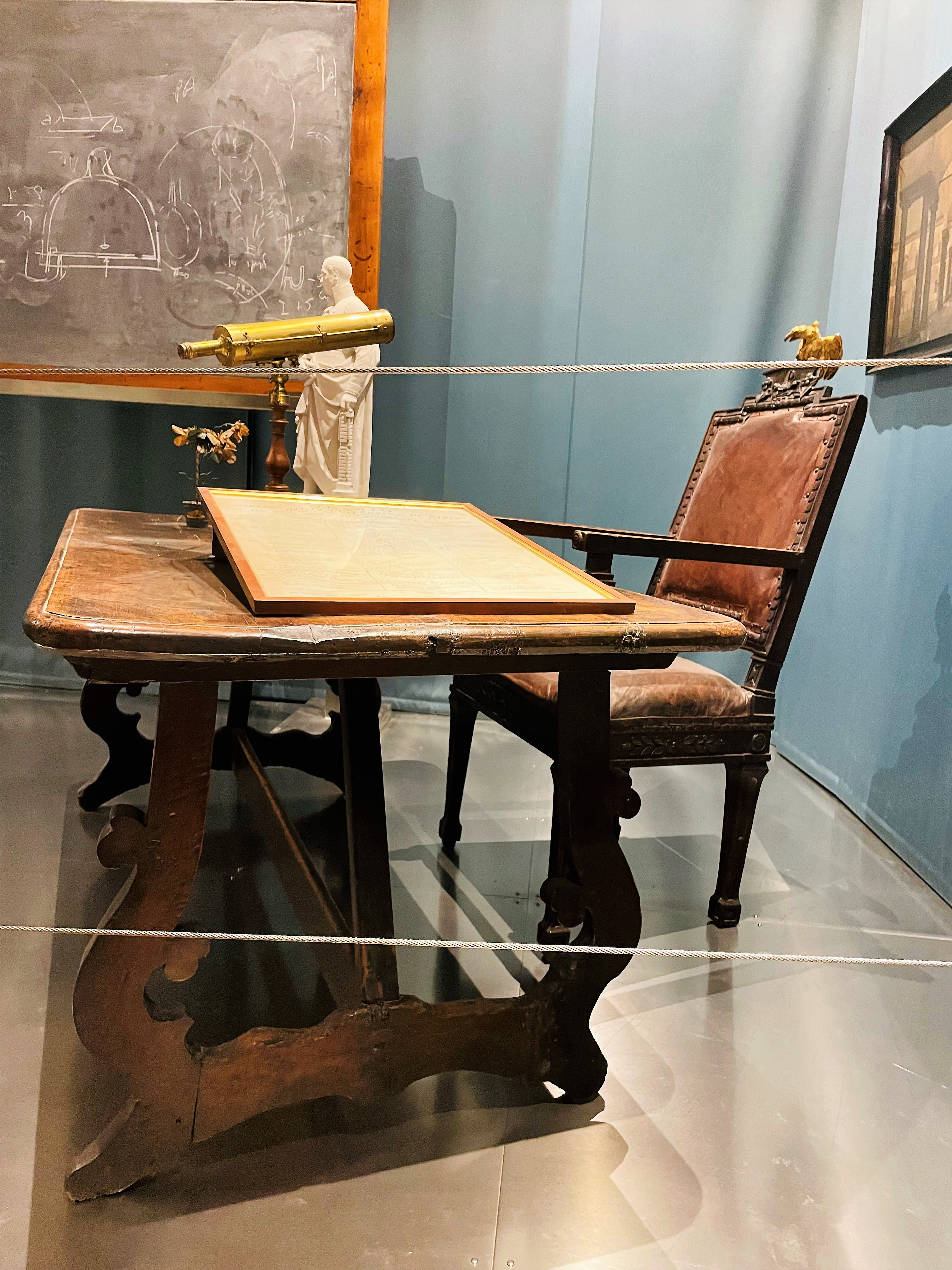
La cattedra e la lavagna di Alessandro Volta

Sotto la guida di Pensa, negli anni cinquanta, grazie al sostegno del Rettore Plinio Fraccaro, furono ampliati gli spazi espositivi ed arricchite le collezioni conservate ed alla sezione di Medicina fu aggiunta la sezione di Fisica, intitolata ad Alessandro Volta, consentendo così al Museo di raggiungere nel 1961 l'apice della sua espansione, pur necessitando di nuovi spazi.
Alla morte di Pensa, nel 1970, subentrò nella direzione del Museo il prof. Bruno Zanobio, docente di storia della medicina nell'Ateneo pavese, che fin dagli anni cinquanta aveva collaborato alle attività museali. Rettore il prof. Alberto Gigli Berzolari, Zanobio si occupò della risistemazione dei locali e del riordino e catalogazione critica delle raccolte, contribuendo a trasformare il Museo in ambiente di studio, di ricerca e di insegnamento, pur di fronte ad una riduzione degli spazi a causa di esigenze organizzative dell'Ateneo. Nel 1983 furono completati i lavori riorganizzativi degli spazi espositivi, con il restauro delle scaffalature settecentesche originali e la distribuzione delle raccolte nelle tre sale dedicate alla medicina e nelle due sale dedicate alla fisica.

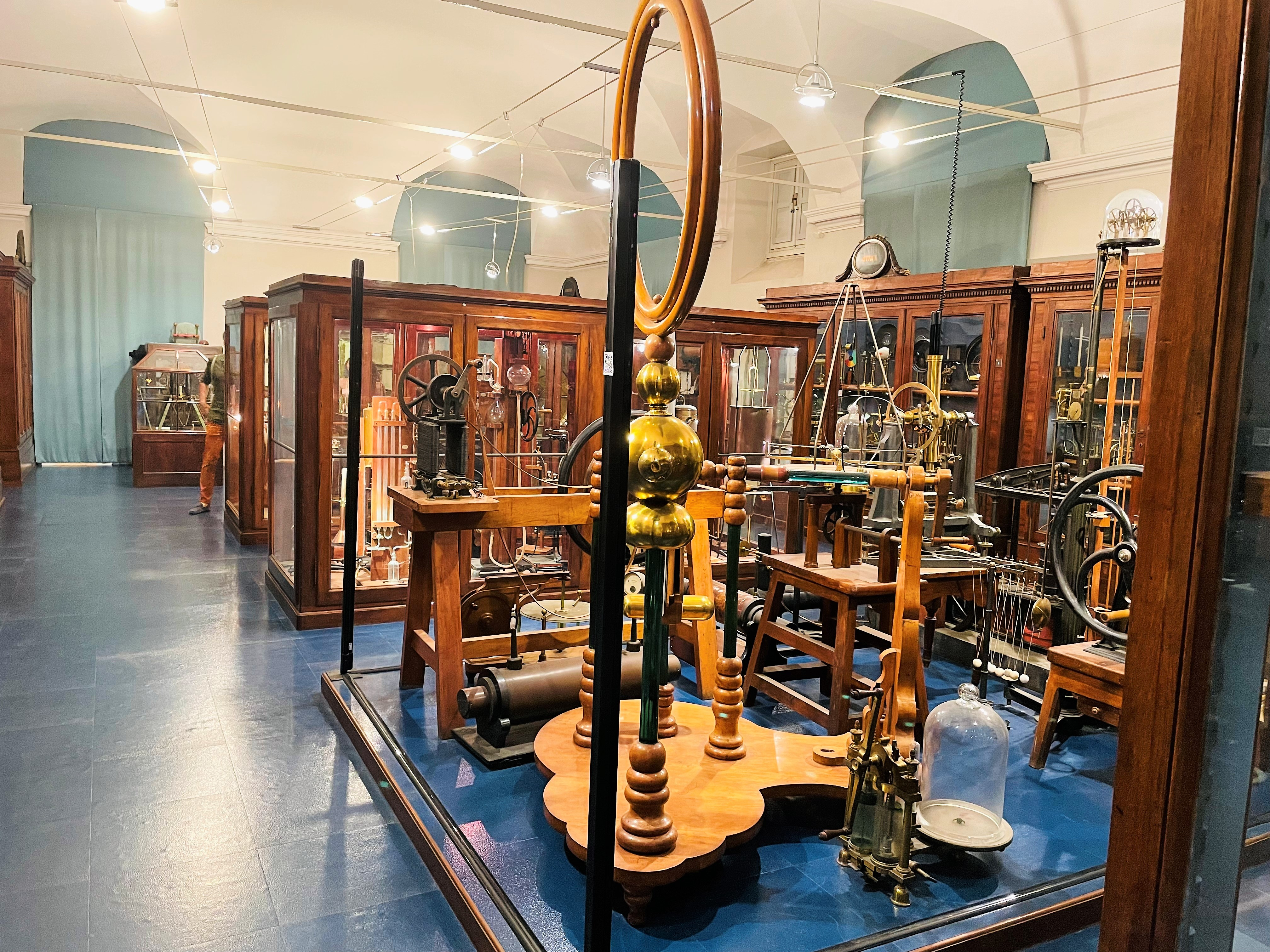
Antichi strumenti per lo studio della Fisica (XVIII- XIX secolo).

Negli anni Novanta del XX secolo tutta la collezione di fisica è stata oggetto di un accurato lavoro di identificazione e restauro.
Oggi il Museo per la Storia dell'Università, parte del Sistema Museale di Ateneo, contiene preparati anatomici, cimeli medico-biologici, strumenti di fisica e chirurgici, documenti relativi alla storia dell'Ateneo, costituendo - come disse Luigi Belloni - "uno dei sacrari più suggestivi della cultura Europea".
Il Museo conserva anche un archivio che copre un arco cronologico che va dalla fine del XIV al XX secolo. La documentazione, particolarmente interessante per quanto riguarda la storia della medicina, costituisce una importante integrazione di quanto conservato all'Archivio di Stato di Pavia (antico archivio dell'Università) e all'Archivio storico dell'Università.

## Sezione di medicina
La sezione di medicina si articola in tre sale, intitolate rispettivamente all'anatomista Antonio Scarpa, al patologo chirurgo Luigi Porta, all'istologo e patologo Camillo Golgi.

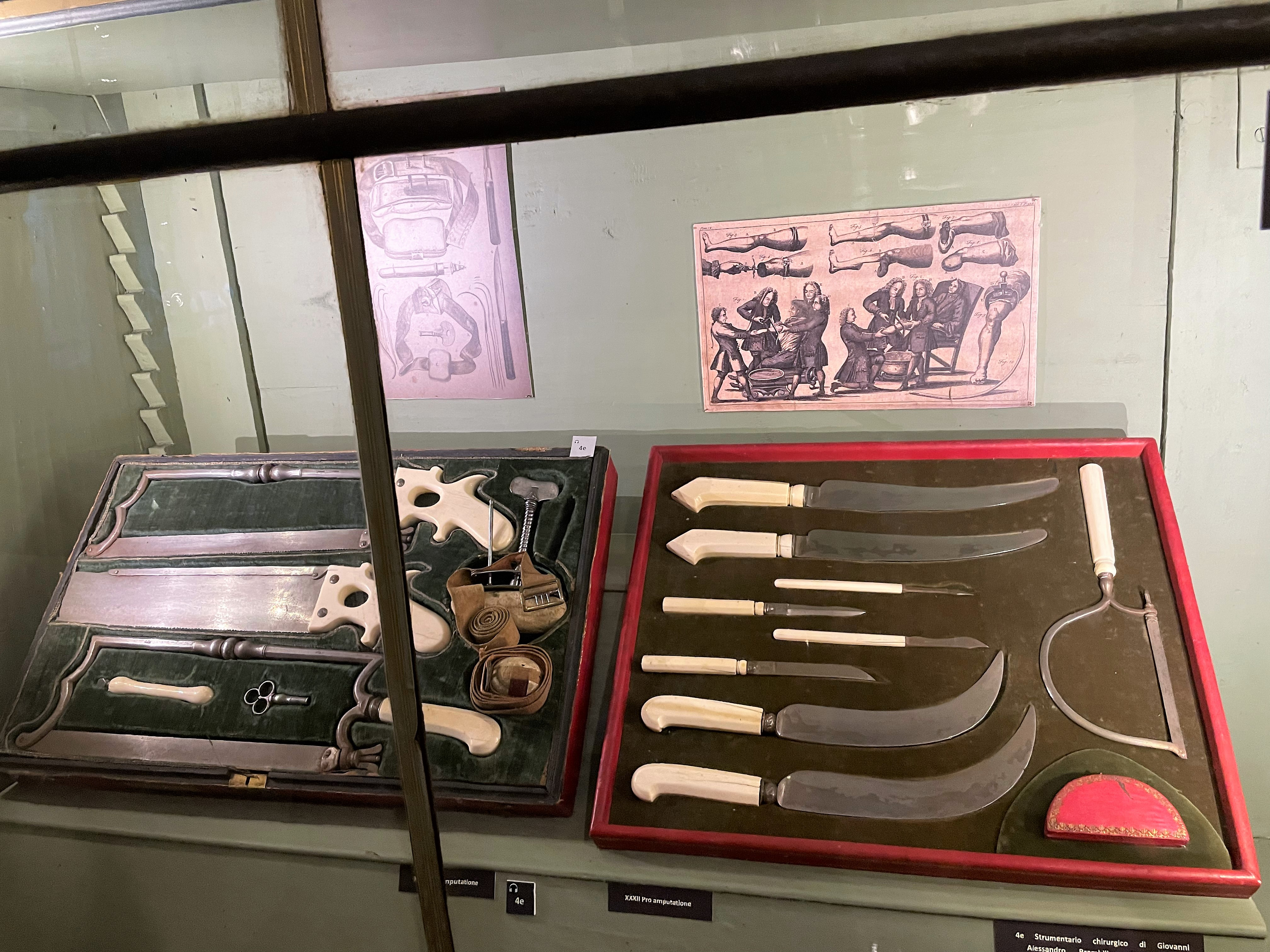
Armamentario chirurgico di Giovanni Alessandro Brambilla

Nella Sala Scarpa l'attività di studio condotta a Pavia nel campo delle scienze matematiche, naturali e chimiche, è testimoniata da reperti relativi a scienziati quali Vincenzo Brunacci, Lazzaro Spallanzani e Luigi Valentino Brugnatelli. 
All'attività di Scarpa e dei suoi successori, in particolare Bartolomeo Panizza, fanno riferimento pezzi selezionati dalle collezioni anatomiche e anatomo-patologiche e alcune scatole di strumenti chirurgici (l'armamentario chirurgico di Giovanni Alessandro Brambilla) donati a Scarpa dall'Imperatore Giuseppe II. Due splendide cere anatomiche a grandezza naturale, realizzate dal ceroplasta fiorentino Clemente Susini, testimoniano l'importante carattere didattico del museo. Il pezzo della collezione che desta più curiosità è la testa dell'anatomico Antonio Scarpa conservata in alcol in una teca di vetro. Alcuni spiegano l'esistenza di quest'oggetto associandolo al vero e proprio culto che sarebbe nato attorno al professore, mentre secondo altri fu talmente odiato dai suoi collaboratori da giungere a mutilarlo dopo la morte avvenuta nel 1832.

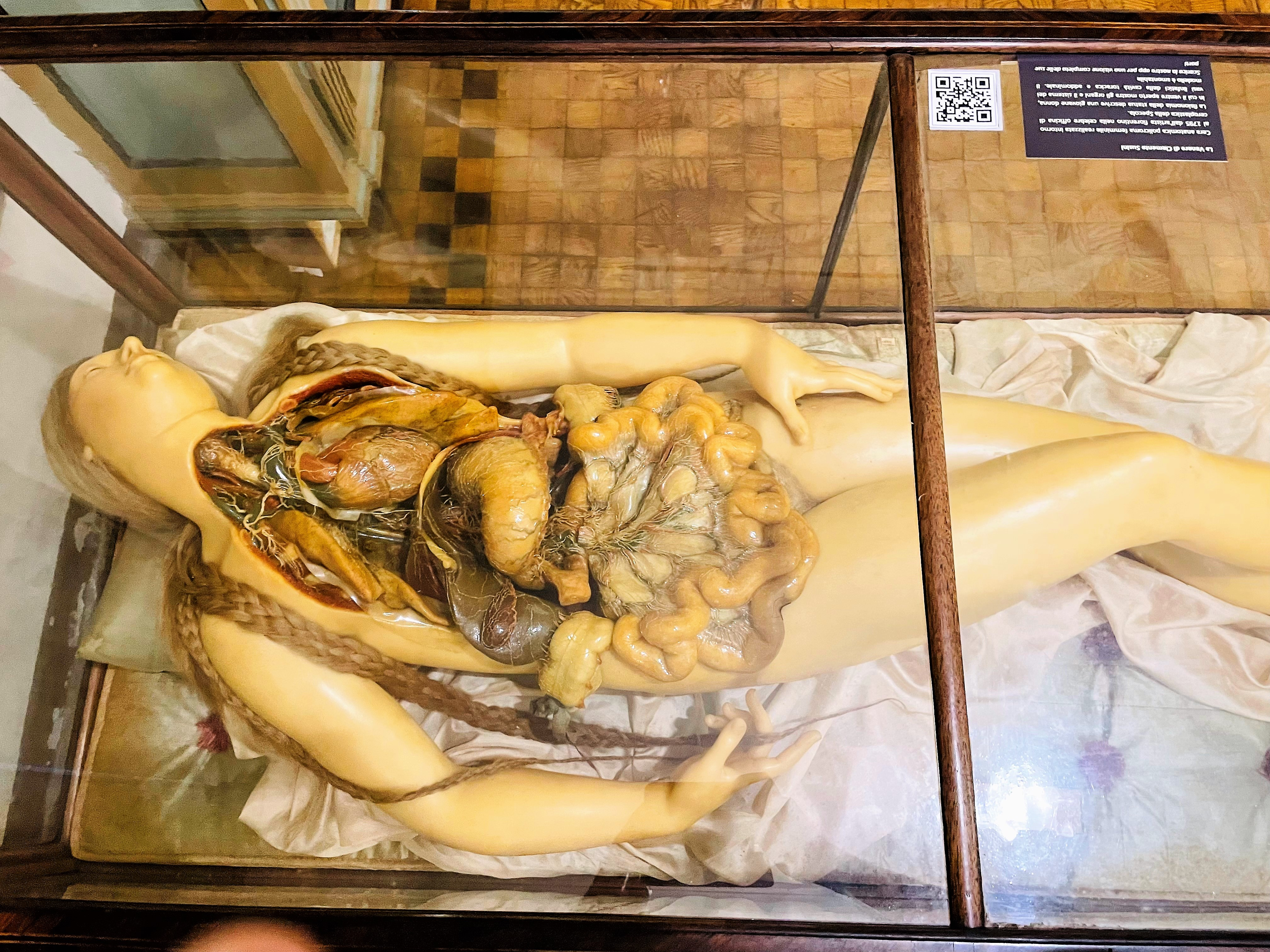
Clemente Susini, cera anatomica, 1794.

La Sala Porta ospita un’ampia collezioni di preparati anatomici e patologici (realizzati con diverse tecniche di conservazione antropotomica), strumenti chirurgici, protocolli di esperienze e cartelle cliniche in gran parte provenienti dal museo che Luigi Porta aveva allestito nella clinica chirurgica dell’Ospedale San Matteo. I preparati esposti si dividono in sperimentali, come quelli riguardanti il sistema circolatorio, didattici, che illustrano particolari tipi di operazioni (come, ad esempio, tecniche di chirurgia plastica come il metodo indiano di rinoplastica), e patologici, a dimostrazione di come una patologia d’organo in stadi molto avanzati possa modificarne profondamente la forma, la struttura e i rapporti anatomici.
Una piccola vetrina è dedicata a Paolo Mantegazza personaggio influente per l'antropologia e la storia italiana che fondò un piccolo Gabinetto di Patologia Sperimentale presso l'Università di Pavia nel quale si formò Camillo Golgi.

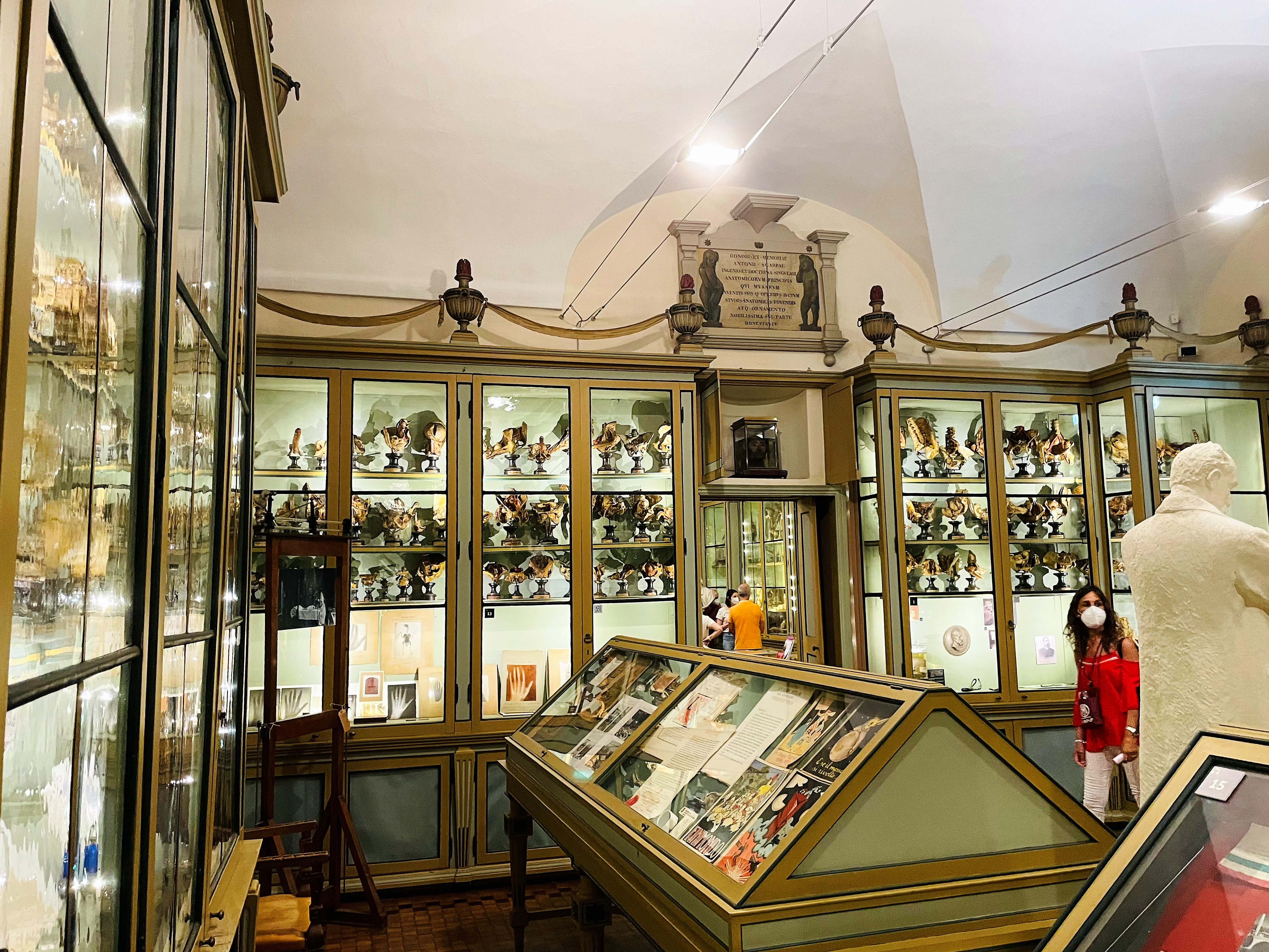
Una delle sale del museo.

La Sala Golgi è dedicata a Camillo Golgi, vincitore, nel 1906, del Premio Nobel per la medicina, per l’invenzione di un metodo istologico, la reazione nera o cromoargentica che pose le basi delle moderne neuroscienze. Alla vita e alle scoperte di Golgi, fondamentali anche nel campo della citologia, con la scoperta dell’apparato di Golgi, e dell’infettivologia, con gli studi sulla malaria, è dedicata la grande vetrina centrale.
La parte alta delle scaffalature lungo le pareti espone preparati provenienti dal Museo Porta, mentre la parte bassa delle vetrine e le teche centrali fanno riferimento, dal punto di vista cronologico, ad un periodo che va dall’ultimo quarto del XIX secolo alla prima metà del XX. Si conservano testimonianze di scienziati che si formarono e operarono nell’Università Pavese quali Eusebio Oehl, che sviluppò a Pavia l’istologia ed ebbe come allievi lo stesso Golgi e Giulio Bizzozero; Giacomo Sangalli, docente di anatomia patologica; Carlo Forlanini che si dedicò allo studio delle patologie polmonari e in particolare della tubercolosi, Edoardo Porro che compì il primo intervento di amputazione cesarea utero-ovarica.

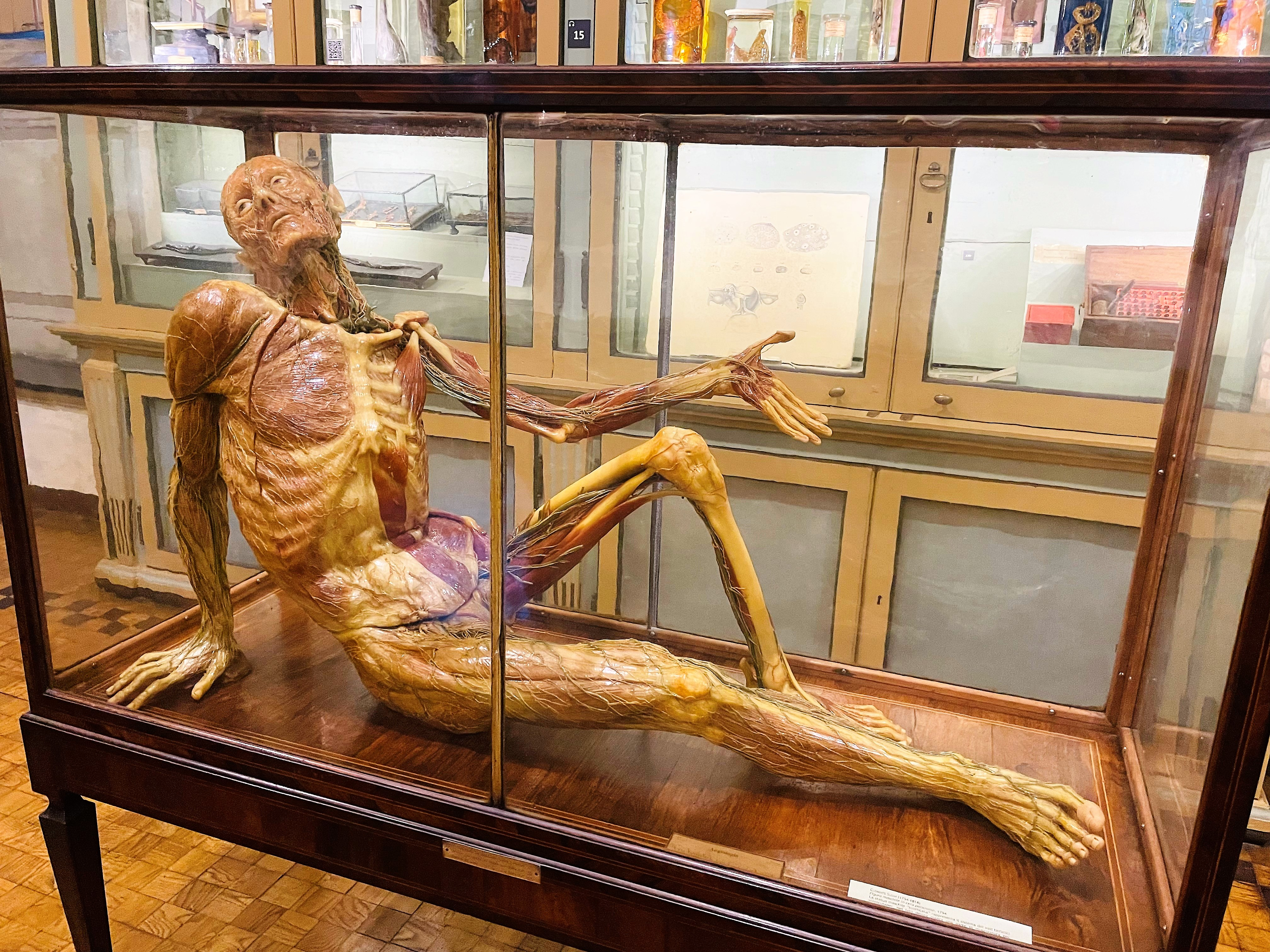
Clemente Susini, cera anatomica, 1794.

Alcuni spazi sono dedicati alla ‘scuola’ di Golgi nell’Istituto di Patologia generale e ad alcuni dei suoi più brillanti allievi, quali Adelchi Negri il cui nome è legato a un’importante scoperta sulla rabbia, Emilio Veratti, Carlo Moreschi, Antonio Carini e Aldo Perroncito.

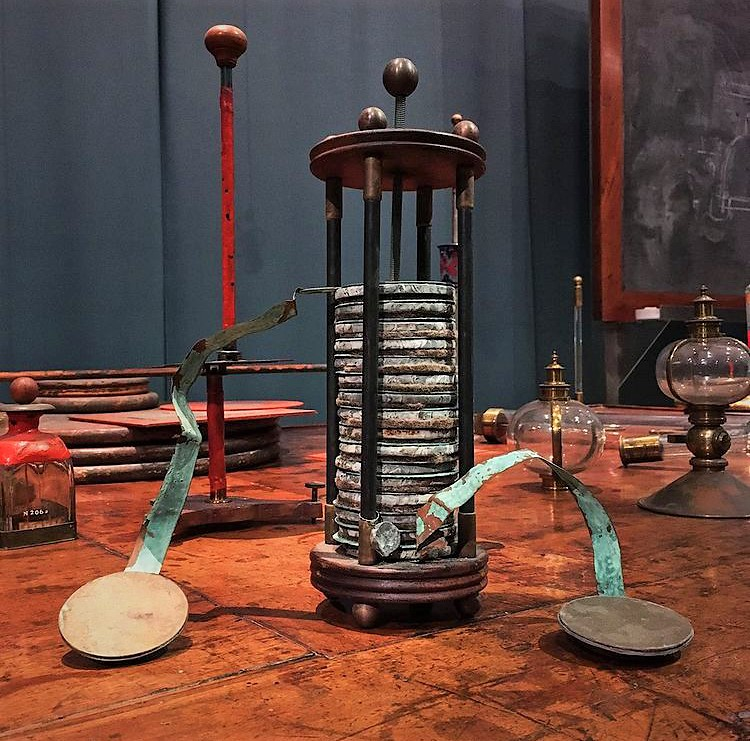
La pila di Volta. Gabinetto di Fisica di Alessandro Volta

## Sezione di fisica
La sezione di fisica comprende due sale: il gabinetto di fisica di Alessandro Volta, che insegnò Fisica sperimentale a Pavia a partire dal 1778, e il gabinetto di fisica dell'800.
Nella prima sala sono conservate le invenzioni di Volta e gli strumenti da lui utilizzati per ricerca e didattica.
Nella seconda sala sono esposti gli strumenti inventati o utilizzati dai successori alla cattedra di fisica nel corso dell'800.

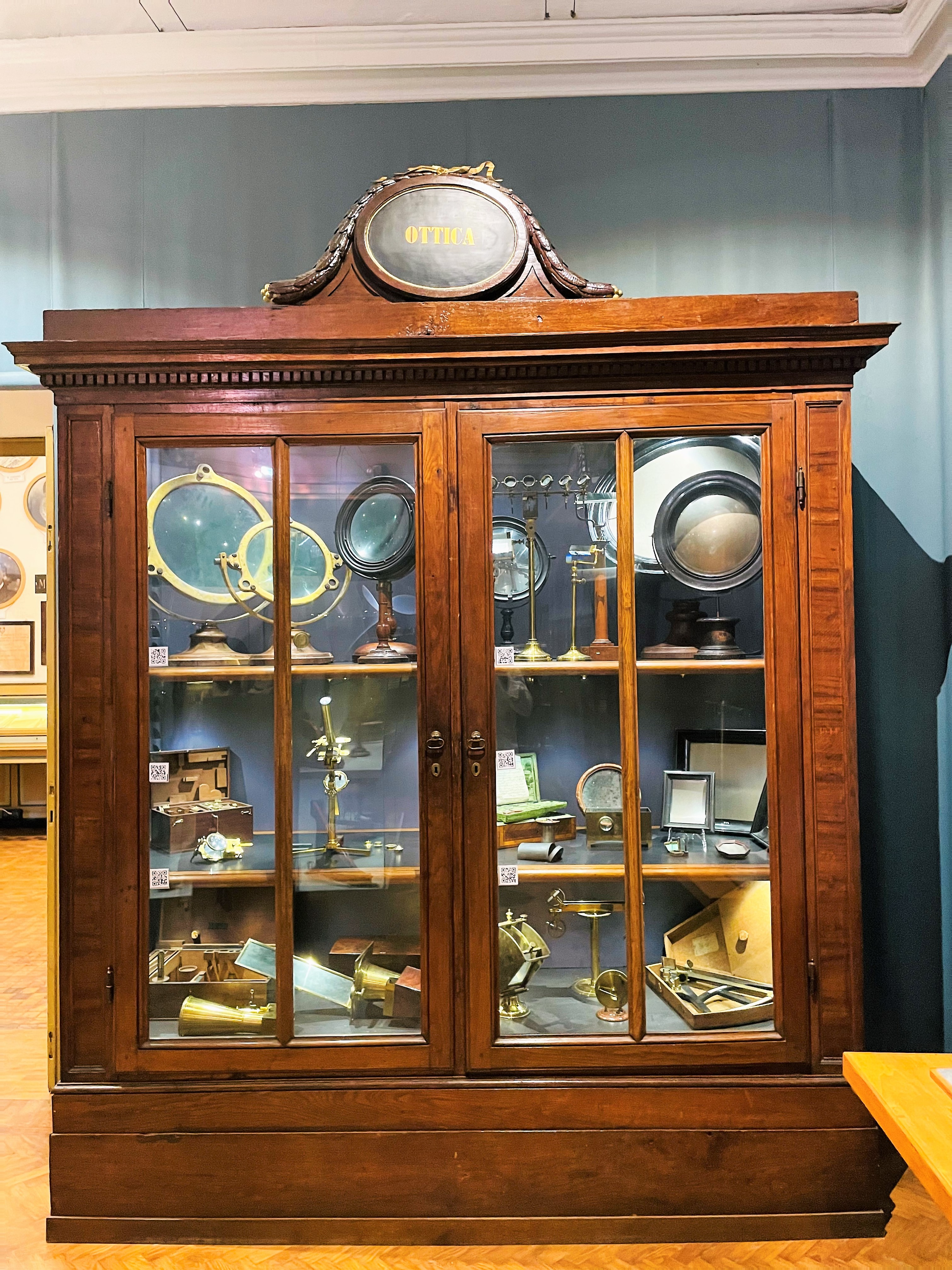
Alcuni strumenti per lo studio dell'ottica conservati all'interno di uno degli armadi originali dell'antico gabinetto.

Il gabinetto di Fisica dell'università nacque nel 1771, nell'ambito della riforma voluta dall'imperatrice Maria Teresa. Il primo direttore fu Carlo Barletti, nominato professore di Fisica sperimentale nel 1772. Sotto la sua direzione il gabinetto cominciò ad arricchirsi di strumenti, ma ebbe il suo vero sviluppo sotto la guida di Alessandro Volta. Volta, che allora aveva 33 anni, già famoso per alcune sue scoperte, come l'elettroforo, fu chiamato a insegnare a Pavia nel 1778. Al suo arrivo, Barletti divenne responsabile dell'insegnamento di Fisica classica, che includeva la statica, la dinamica, l'idrostatica, l'idraulica e le fisica astronomica, la parte cioè più matematica della fisica. La Fisica sperimentale, che riguardava i fenomeni concernenti elettricità, magnetismo, calore, pneumatica, acustica, meteorologia e ottica, fu riservata ad Alessandro Volta. Volta arricchì il gabinetto con numerosi strumenti acquistati durante i suoi viaggi in Europa e con altri da lui stesso ideati e realizzati con l'ausilio di artigiani locali, primo tra tutti il macchinista dell'università, Giuseppe Re. Tuttavia i responsabili del governo austriaco non erano particolarmente propensi che si creasso presso l'università una manifattura per la produzione di strumenti scientifici allora all'avanguardia e preferirono sempre acquistare gli strumenti all'estero, a Parigi ma soprattutto a Londra, dove esisteva una tradizione già ben consolidata e venivano costruiti strumenti più precisi ed eleganti.
Nonostante una certa opposizione allo sviluppo in loco di una manifattura destinata alla produzione di strumenti scientifici presso l'università, il governo di Vienna sostenne sempre gli acquisti di Volta con somme considerevoli, che furono in maniera considerevole aumentate dopo la visita di Volta a Vienna del 1784. Il gabinetto di Fisica divenne non soltanto un luogo in cui sperimentare e insegnare, ma anche una sala da esposizione e un attraente teatro che doveva impressionare i visitatori. Molti degli strumenti venivano infatti utilizzati da Volta, oltre che per attività di ricerca, anche per esperienze pubbliche, tenute due volte alla settimana, da dicembre a giugno. A queste dimostrazioni partecipavano, insieme agli studenti, numerosi spettatori delle più varie estrazioni e provenienze, quali studenti e professori di altre facoltà, personaggi illustri e vistatori italiani e stranieri, per cui, per volere dell'imperatore Giuseppe II, venne appositamente costruito all'interno dell'università nel 1784 un nuovo e più ampio Teatro fisico, progettato da Leopoldo Pollack, l'Aula Volta. Nel 1819, l'ultimo inventario del gabinetto firmato da Alessandro Volta attesta la presenza nell'istituto di Fisica di circa 600 strumenti scientifici.

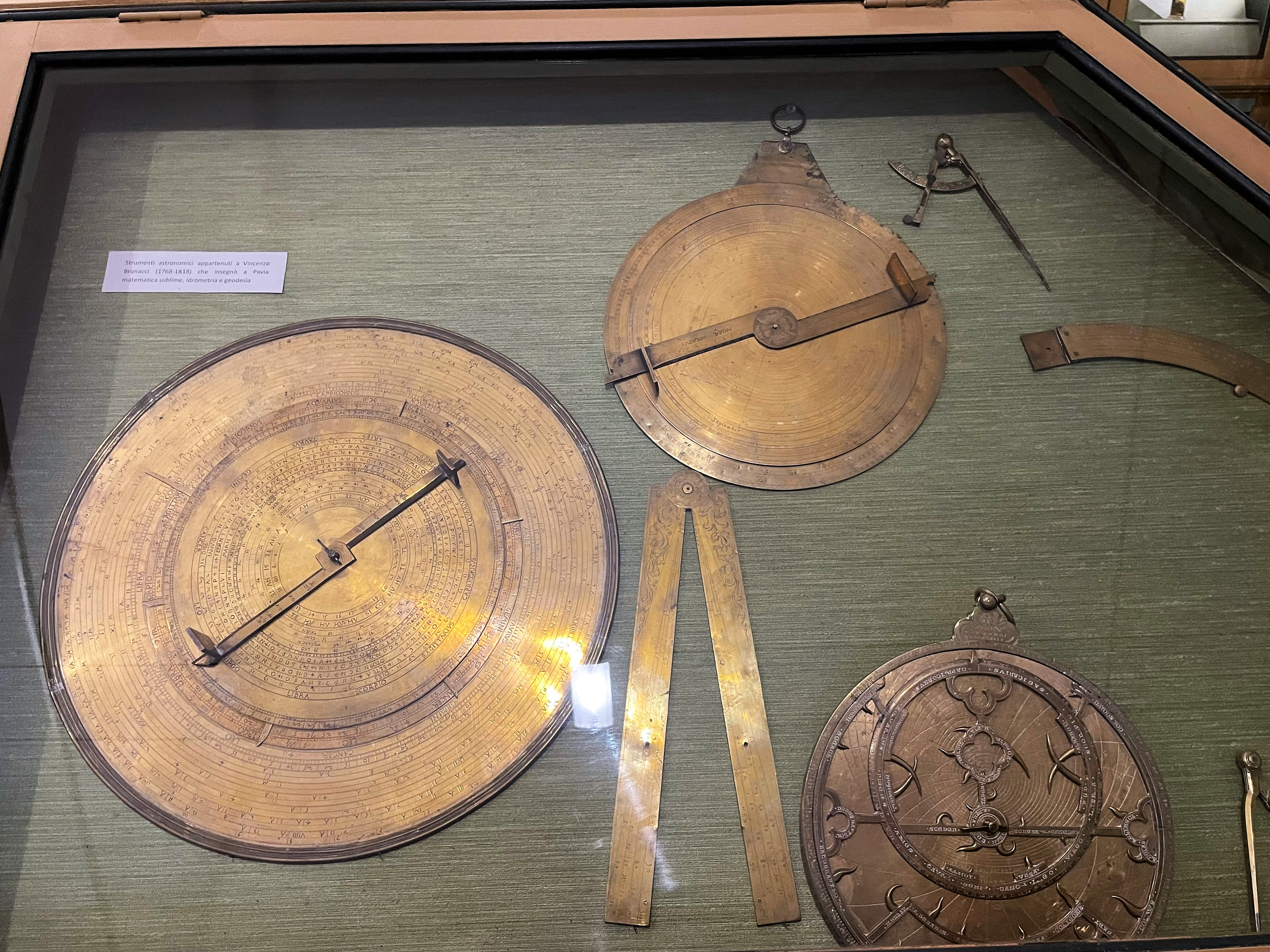
Strumenti astronomici appartenuti a Vincenzo Brunacci (XVIII secolo):

L'accurata analisi di questo e dei precedenti inventari ha permesso di individuare, tra gli strumenti del XVIII e della prima metà del XIX secolo presenti nel museo, quelli appartenuti al gabinetto di Fisica di Volta, che, in occasione delle celebrazioni per il bicentenario della pila del 1999 è stato ricostruito nei nuovi locali annessi al museo. I circa 150 strumenti rimasti, accuratamente restaurati, hanno così trovato collocazione: gli strumenti ideati da Volta (gli elettrofori, la pistola elettrico-flogopneumatica, gli eudiometri, gli elettrometri a paglie, l'elettroscopio condensatore, le pile) sono stati collocati sul grande tavolo di lavoro appartenuto a Volta, accanto al quale è stata posta la sua scrivania, anch'essa originale, e la sua lavagna. Tutto il resto della strumentazione (quella acquistata da Volta in altri paesi europei) ha trovato posto negli armadi originali dell'antico gabinetto.
Tra gli strumenti rimasti, circa un terzo sono elettrici: conduttori, bottiglie di Leida, quadri frankliniani, scaricatori, elettrometri, macchine elettrostatiche, pile ecc., i rimanenti appartengono alle classi di termologia, ottica, magnetismo, pneumatica, acustica e danno un'idea completa del gabinetto di Fisica sperimentale del tempo. Sono presenti anche alcune apparecchiature dimostrative di idrostatica e idrodinamica, geodesia, meccanica, pesi e misure.

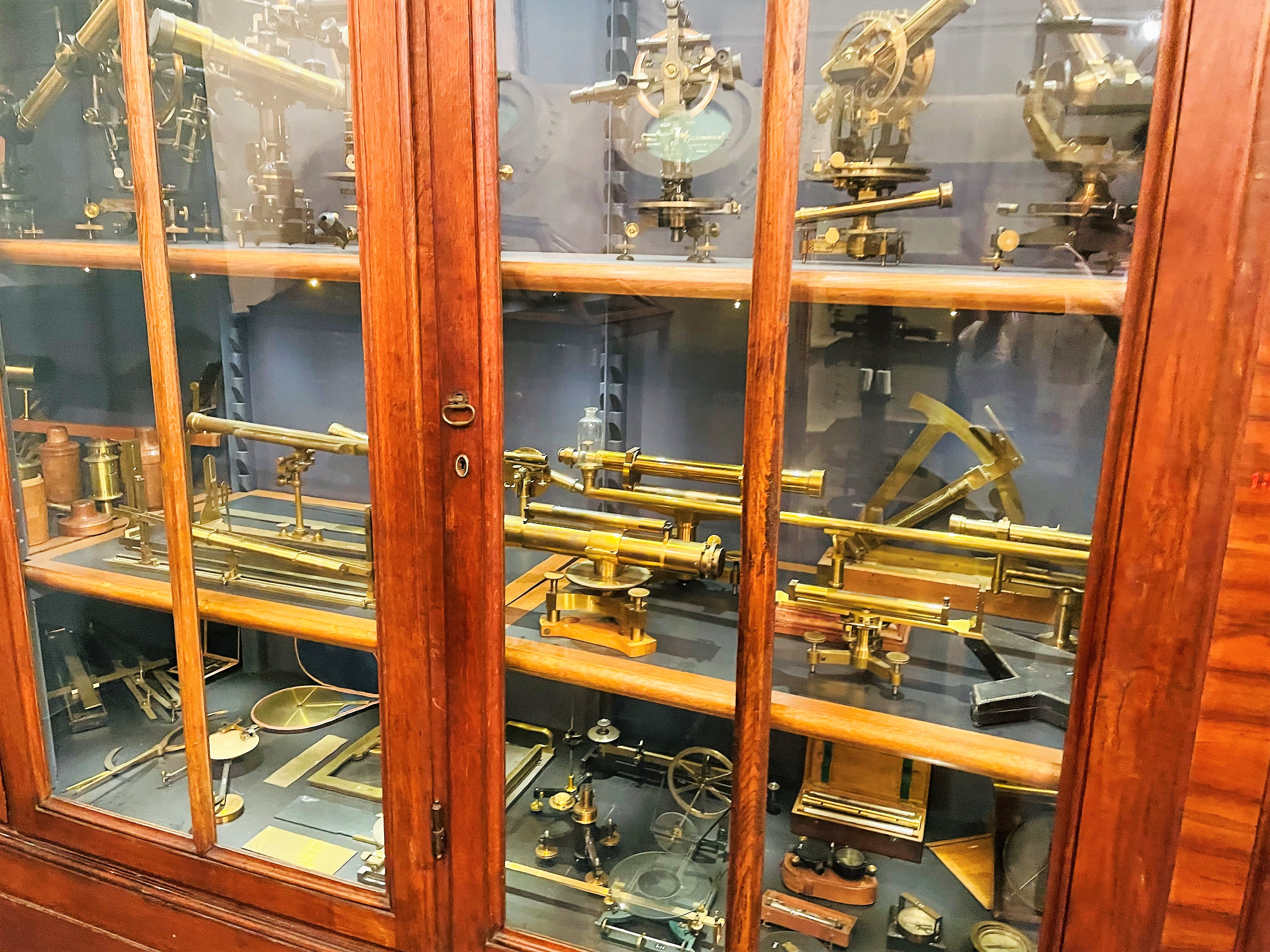
Strumenti scientifici (XVIII-XIX secolo)

Il gabinetto conserva poi anche strumenti acquistati o costruiti dai successori di Alessandro Volta nel corso dell'Ottocento: Pietro Configliachi (direttore dal 1804 al 1842), Giuseppe Belli (direttore dal 1842 al 1860), Giovanni Cantoni (1860-1893), Adolfo Bartoli (1893-1896) e Michele Cantone (1897-1905). Si tratta di una collezione di circa 600 strumenti, comprendente anche pezzi unici al mondo. Giuseppe Belli, in particolare, arricchì notevolmente la collezione, anche con diversi apparecchi inventati da lui, tra i quali il generatore elettrostatico a induzione, un motore magneto-elettrico, un elettrometro di Bohnenberger da lui modificato e il famoso duplicatore: nato come dispositivo in grado di moltiplicare debolissime cariche elttriche, venne usato poi come vero e proprio generatore elettrostatico.
Gli strumenti del gabinetto sono divisi per classi: elettrologia e magnetismo, ottica, pneumatica, termologia, meccanica e geodesia, ai quali si aggiunge la camera iperbarica ideata da Carlo Forlanini e impiegata per la cura e lo studio delle malattie polmonari.

## Mostre e Ricerca
Oltre ad essere un luogo di conservazione ed esposizione delle collezioni, il Museo è un centro di ricerca scientifica - in particolar modo per la storia della fisica e della medicina - che attira studiosi di ambito nazionale e internazionale.
Inoltre, grazie al sostegno di enti e istituzioni pubbliche e private, il museo svolge un'intensa attività di divulgazione che comprende eventi, mostre e laboratori volti ad avvicinare il pubblico alla cultura scientifica e alla storia dell'Università di Pavia.